# Calcio per amputati
Il calcio per amputati è una tipologia di calcio praticato da persone con amputazioni nel corpo.

## Nel mondo
La federazione internazionale di riferimento è la World Amputee Football Federation, mentre a livello europeo la European Amputee Football Federation.

### In Italia
In Italia è stata fondata nel 2012 la nazionale italiana calcio amputati. Il primo campionato italiano di calcio per amputati è stato organizzato dalla FISPES nel 2019 ed è attualmente alla sua 6ª edizione.

## Regole
Quelle di seguito riportate sono le regole della FIFA:

### Regole generali
- Una squadra di calcio per amputati è composta da sette membri, sei giocatori in campo e un portiere: i giocatori in campo possono avere due mani ma solo una gamba mentre il portiere può avere due piedi ma solo una mano.
- Oltre ai giocatori vi sono in campo due arbitri; un terzo arbitro controlla i cambi volanti, effettuabili con palla ferma o se in possesso palla.
- Il portiere non può lasciare la propria area. Se questo dovesse accadere deliberatamente esso sarà espulso e verrà assegnato un calcio di rigore alla squadra avversaria.
- I giocatori in campo utilizzano stampelle metalliche per muoversi e coordinare il corpo durante le azioni, mentre sono vietate le eventuali protesi di quotidiano utilizzo; fanno eccezione gli amputati bilaterali, che possono usare una protesi.
- I giocatori non possono usare le stampelle per far avanzare, controllare o bloccare la palla. Un'azione simile viene penalizzata allo stesso modo di un fallo di mano. Il contatto casuale tra stampella e palla è comunque tollerato.
- I giocatori non possono usare i loro monconi per far avanzare, controllare o bloccare la palla. Un'azione simile viene penalizzata allo stesso modo di un fallo di mano. Il contatto casuale tra moncone e palla è comunque tollerato.
- I parastinchi devono essere indossati.
- L'uso di una stampella contro un altro giocatore porterà all'espulsione e ad un calcio di rigore per la squadra avversaria.
- La palla è una palla standard della FIFA.
- Non esiste il fuorigioco.
- Possono essere fatte un numero illimitato di sostituzioni in qualsiasi momento del gioco.

### Il campo
- Il campo misura massimo 70 x 60 metri, sebbene in Italia misuri solitamente 60x40 metri.
- L'area di rigore misura, in Italia, 8 x 10 metri.
- Le porte misurano massimo 2.2 metri (altezza) x 5 metri (larghezza) x 1 metro (profondità); in Italia misurano in genere 2 x 5 metri.

### Tempi di gioco
- Il gioco consiste di due tempi da 25 minuti (variabili a seconda del torneo), con dieci minuti di pausa tra i due.
- A entrambe le squadre sono concessi due minuti di time-out a partita (in Italia è concesso solo un minuto a squadra).

## Competizioni
Le più importanti competizioni sono:
- Campionato mondiale di calcio per amputati
- Campionato europeo di calcio per amputati
- Amp Futbol Cup, torneo annuale a Varsavia